# Hernán Jasen
Hernán Emilio Jasen Cicarelli, más conocido como "Pancho" Jasen (Bahía Blanca, Argentina, 4 de febrero de 1978) es un exbaloncestista argentino. Con 1.99 metros de altura, jugaba en la posición de alero .

## Carrera
Su primer equipo fue el Club Alem de Bahía Blanca, donde se formó en las categorías inferiores.
En 1999, se marchó a España a jugar con el Gijón Baloncesto.
Desde 2001, jugó durante once temporadas en Club Baloncesto Estudiantes hasta que el 15 de agosto de 2011, se oficializó su fichaje por el Cajasol Sevilla. 
El año de su retiro, en 2018, Bahía Basket, último equipo en que jugó, retiró la camiseta número 5 que el usaba.

### Selección nacional
Internacional con la selección argentina. En 2011 formó parte de la selección de básquetbol de Argentina que ganó el Torneo de las Américas de 2011.

## Trayectoria
- 1995-1996  Andino de La Rioja.
- 1996-1999  Estudiantes de Bahía Blanca (LNB).
- 1999-2001  Gijón Baloncesto (ACB).
- 2001-2011  Asefa Estudiantes (ACB).
- 2011-2012  Cajasol Sevilla (ACB).
- 2012-2018  Weber Bahía (LNB).

## Títulos

### Selección nacional
- Torneo de Las Américas de Mar del Plata 2011